# Roger Delcroix
Roger Delcroix (* 19. August 1928 in Chercq, Tournai; † 7. Oktober 2010) war ein belgischer Politiker des Parti Socialiste (PS).

## Biografie
Delcroix, dessen Eltern in Chercq das Maison du Peuple betrieben, trat nach der Befreiung Belgiens von der deutschen Besatzungsmacht 1945 dem Allgemeinen Gewerkschaftsbund (FGTB/ABVV) bei und war dort als Gewerkschaftsfunktionär tätig. Zunächst war er Präsident der Gewerkschaft des Öffentlichen Dienstes (Centrale Générale des Services Publics) in Tournai, ehe er Präsident des Lokalverbands Tournai-Ath-Lessines der FGTB wurde.
1976 wurde er als Kandidat der Sozialistischen Partei zum Mitglied des Gemeinderates von Tournai gewählt und übernahm nach der Gemeindeneugliederung 1977 das Amt des Schöffen für Finanzen, Tourismus und Veranstaltungen. Später war er Präsident der Interkommunalen Gas- und Elektrizitätsgesellschaft für Ost-Hennegau (IGEHO).
Zwischen 1981 und 1986 war er außerdem als Vertreter der Sozialisten Mitglied des Senats.
Am 28. August 1992 wurde er als Nachfolger von Raoul Van Spitael Bürgermeister von Tournai und übte dieses Amt nach seiner Wiederwahl im Oktober 1994 bis zu seiner Ablösung durch Christian Massy im Dezember 2000 aus. Wegen seiner besonderen Aktivitäten und seines Einsatzes für den Fremdenverkehr in Tournai hatte er den Spitznamen „Monsieur Tourisme“.